# Victor Boner
Pour les articles homonymes, voir Boner.
Victor Boner, né le 21 décembre 1871 à Loudéac et mort le 8 janvier 1951 à Rennes, est un peintre français.

## Biographie
Victor Boner est né à Loudéac, benjamin d'une fratrie de quatre enfants. Sa famille est d'origine suisse, du canton des Grisons, établie en Bretagne au début du XIXe siècle. Il se passionne ans sa jeunesse pour le dessin avec l'aide de son père qui est peintre décorateur. Il entre à l'École des beaux-arts de Rennes, puis s'installe dans cette ville ou il enseignera un certain temps.
En 1893, il est appelé pour effectuer son service militaire au 48e régiment d’infanterie à Guingamp, et sur sa demande, obtient son changement pour Rennes le 18 septembre, à la 10e section de commis et ouvriers d’administration, située caserne du Bon Pasteur. Il entre à l’École des beaux-arts de Rennes dans les ateliers de Charles Joseph Lenoir (1844-1899), premier directeur de l'école qui enseigne la sculpture et le modelage, et de Félix Lafond (1850-1917), professeur de dessin décoratif, puis directeur de l'établissement. Le 28 juin 1899, il épouse à Rennes Marie Plénel. Le couple s'installe provisoirement à Dinan où naît leur fille Marie, puis retourne à Rennes en 1905. Il devient membre sociétaire de la Société artistique et littéraire de Bretagne en 1905. Celle-ci organise un salon annuel où Victor Boner expose régulièrement. 
En 1914, lors de la Première Guerre mondiale, il est appelé et envoyé à l'atelier de construction de matériel militaire de Rennes, mais à la demande de Jules Ronsin (1867-1937), alors remplaçant du directeur de l’École des beaux-arts, il est nommé professeur intérimaire de 1915 à 1918, en remplacement d’un professeur plus jeune appelé au front. Il est démobilisé le 9 décembre 1918.
Il travaille à l'huile, mais également l'aquarelle et expose régulièrement à Paris au Salon des indépendants et au Salon des artistes français. Il parcourt la Bretagne du nord au sud et d'est en ouest laissant un grand nombre de toiles et d'aquarelles. Il meurt à son domicile le 8 janvier 1951 auprès de sa fille qui mourra quatre ans plus tard.
Il est membre de la Société d'archéologie d'Ille-et-Vilaine et titulaire des Palmes académiques.

## Distinctions
- Chevalier de l'ordre des Palmes académiques

## Œuvres dans les collections publiques

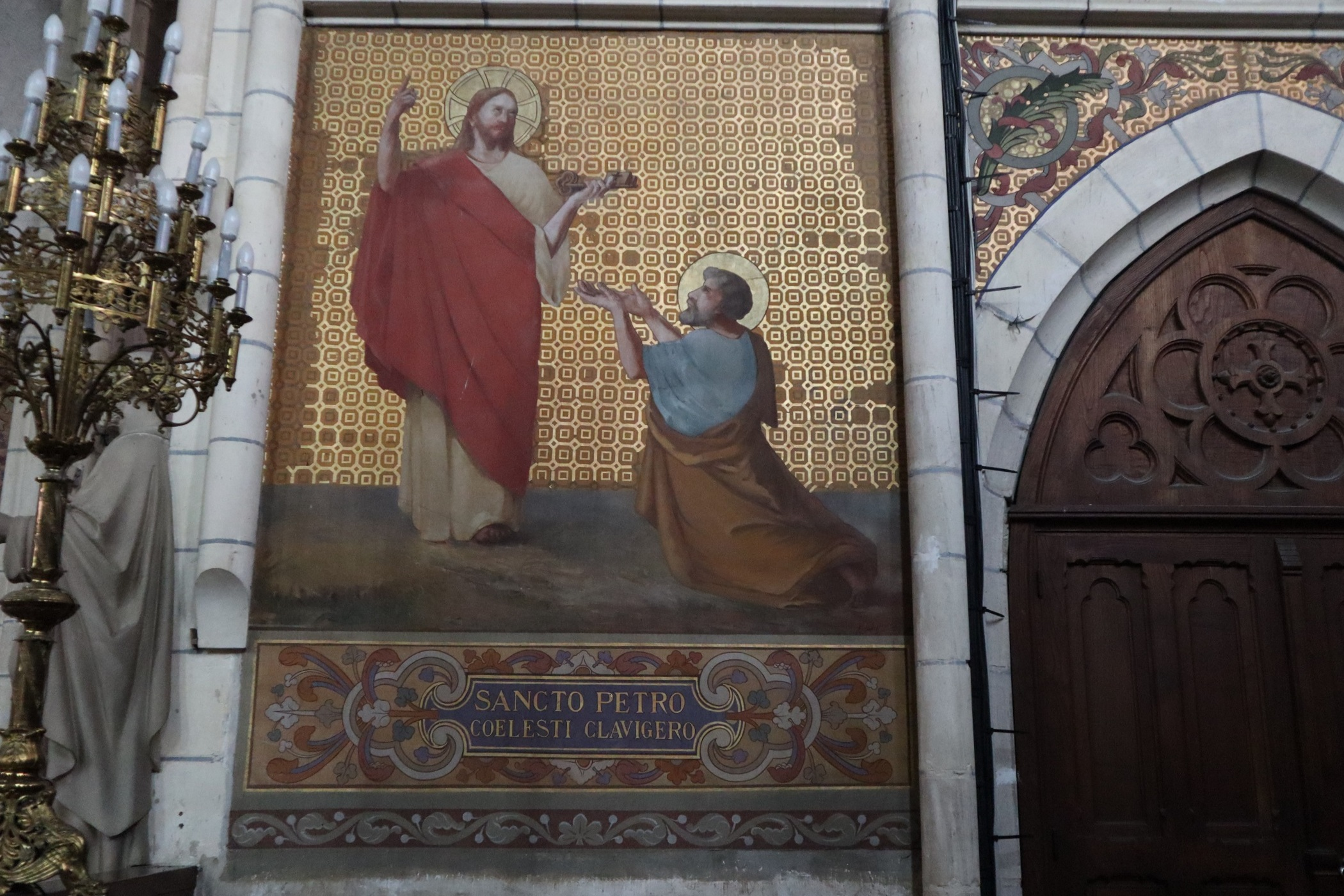
Les Clés du paradis données à saint Pierre, peinture murale de l'église d'Étrelles.

- Cossé-le-Vivien : peinture murale[Où ?].
- Étrelles, église paroissiale Saint-Pierre et Saint-Paul : deux peintures murales dans le chœur.
- Le Quillio, église Notre-Dame de Délivrance : une peinture murale évoquant l'histoire de Bretagne.
- Loudéac :
  - chapelle du Menec : peinture sur bois.
  - église Saint-Maurice : vitrail par Plénel d'après un dessin de Boner.
- Querrien :
  - chapelle  Notre-Dame-de-Toute-Aide : vitrail.
  - hôtel de ville :
    - Portrait de M. Névo ;
    - Portrait de Pierre Boner, frère de l'artiste ;
    - Côte sauvage, huile sur toile, 29 × 33,5 cm.
- Rennes, musée des Beaux-Arts : 
  - Un pardon de Beuzec, 1942, aquarelle sur papier, localisation actuelle inconnue ;
  - Vieilles maisons à Vitré, vers 1933, huile sur toile, 61 × 55,5 cm ;
  - La grosse vague à Belle-Île, 48,9 × 62,8 cm.
- Saint-Brieuc, musée d'Art et d'Histoire : La Vague, localisation actuelle inconnue.
- Saint-Caradec[Où ?] : La Madone aux Harpies, d'après le tableau d'Andrea del Sarto commandé en 1515 par les religieuses du couvent florentin de San Francesco de Macci, 275 × 200 cm,  Classé MH (1973).

- Vitré, hôtel de ville :

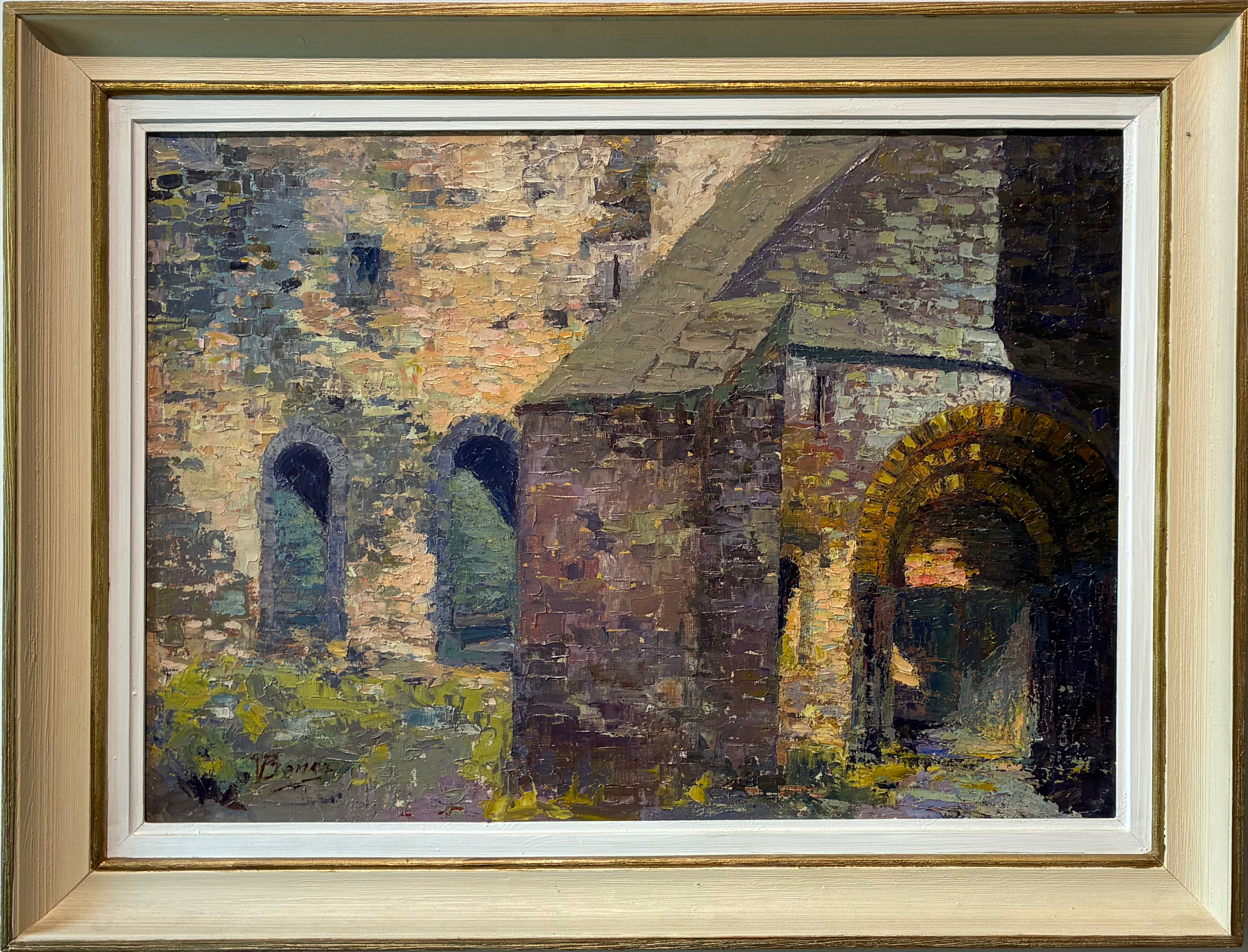
Ruines de la chapelle du château de Vitré.

  - Ruines de la chapelle du château de Vitré, huile sur toile, 50,7 × 70,5 cm ;
  - Au pays Bigouden , aquarelle gouachée, 18,7 × 23,6 cm;
  - Campagne bretonne, huile sur toile, 46,4 × 74,4 cm ;
  - Chaumières, huile sur toile, 28 × 40 cm ;
  - Chapelle Saint-Tromeur, Guilvinec, aquarelle, 27 × 31 cm ;
  - Les Chaumières blanches, aquarelle, 32 × 40 cm.

## Salons et expositions
- Salon des artistes français[Quand ?].
- Salon artistique de Bretagne de 1926 : Vieux pont ; Maison sur le chemin, huiles sur toile.
- Salon des indépendants de 1927 : Vieux ponts à Cesson-Sévigné ; La Rue Launay, à Hennebont[2].
- 1933 : maison Duguesclin, Rennes, « Exposition Victor Boner », Pluie et vent d'ouest, aquarelle ; La Bourrasque ; La Mer sauvage ; Rochers par gros temps ; Arrivée de barques ; Ville au crépuscule ; Le Pardon à Notre-Dame des fleurs ; Un village en été ; Landes à Paimpol ; Dimanche en Bretagne ; Grève à Lancieux ; Marée basse à Saint-Jacut ; Couchant sur la lande de Carnac.
- 1951 : galerie Perdriel[Où ?].
- 1951 : « Paysages et marines de Bretagne par Victor Boner », hôtel de ville de Vitré.
- 1952 : « Rétrospective Victor Boner », le 11 juillet, Quimper.
- Juillet 1954 : « Rétrospective de Victor Boner », 31 œuvres dont La Rue Saint-Louis et Maison de Pierre Landais.
- 1991 : « Rétrospective Victor Boner », Loudéac, palais des Congrès, du 5 au 13 janvier.

## Hommages
Plusieurs villes de Bretagne ont donné son nom à une rue, notamment Belle-Île-en-Mer, Lancieux, Loudéac, Plélauff, Rennes et Saint-Pierre-Quiberon.